# Níké Samothrácká
Níké Samothrácká (též Níké ze Samothráky, starořecky Νίκη της Σαμοθράκης) je mramorová helénistická socha bohyně vítězství přibližně ze 2. století před naším letopočtem. Sochu nalezl v roce 1863 francouzský amatérský archeolog Adrianopolis Charles Champoiseau (1830–1909). V roce 1879 byla socha zrekonstruována z jednotlivých nalezených částí. V roce 1883 byla vystavena v Louvru a je jedním z nejpřednějších uměleckých děl tohoto muzea.
Socha je jednou z malého počtu významných helénistických soch, které se dochovaly v originále, nikoli v římských kopiích. Pouze pravé křídlo sochy není původní a bylo vytvořeno zrcadlením levého křídla.